# Езёжаны (Малопольское воеводство)
Езёжаны (пол. Jeziorzany) — село в Польше в сельской гмине Лишки Краковского повета Малопольского воеводства.

## География
Село располагается в 5 км от административного центра гмины села Лишки и в 14 км от административного центра воеводства города Краков. Входит в состав городской агломерации Кракова.
Село состоит из нескольких частей, которые имеют собственные наименования: Гавура, Кутек, Новсе, Подвале, Гурске-Домы.

## Транспорт
Село связано с Краковом автобусными маршрутами № 239, 259 и маршрутками частных переводчиков.

## История
Село впервые упоминается в 1470 году как Ешежаны (Yeszerzani). До 1528 года село было собственность краковского епископа, после чего епископ Пётр Томицкий обменялся с тынецким бенедиктинским монастырём на другой населённый пункт. В 1882 году село принадлежало госпиталю святого Лазаря в Кракове. В это время село насчитывало 402 жителей.
В 1975—1998 годах село входило в состав Краковского воеводства.

## Население
По состоянию на 2013 год в селе проживало 901 человек.
| 2010 | 2013 |
| ---- | ---- |
| 868  | 901  |

| Перепись  | Всего   | Всего | Женщины | Женщины | Мужчины | Мужчины |
| --------- | ------- | ----- | ------- | ------- | ------- | ------- |
| Единицы   | человек | %     | человек | %       | человек | %       |
| Население | 901     | 100   | 447     |         | 454     |         |

## Известные жители и уроженцы
- Новак, Станислав (1935—2021) — первый ченстоховский архиепископ.

## Достопримечательности
- Церковь Божьего Милосердия.